# Halal
Halal lub halaal (arab. ‏حلال‎, to, co nakazane) – w islamie określenie wszystkiego, co jest dozwolone w świetle szariatu. Przeciwieństwo haram – czynów zabronionych. Słowo to jest zazwyczaj znane jako nazwa muzułmańskiej diety.
Halal dzieli się na cztery typy:
1. wadżib (arab., obowiązkowe) – unikanie tych czynów uważane jest za grzech (do czynów tych zalicza się np. modlitwa, post w miesiącu ramadan);
2. mustahabb (arab., dozwolone i zalecane) – czyny te nie są obowiązkowe, ale są bardzo silnie zalecane. Za ich unikanie nie ma kary, lecz za ich wypełnianie będzie nagroda (do czynów tych zalicza się np. opiekowanie się potrzebującymi, szacunek dla starszych);
3. mubah (arab., neutralne) – nie istnieją żadne prawne wskazania ani przeciwwskazania co do tych czynów. Można je wypełniać albo nie;
4. makruh (arab., dozwolone, lecz niezalecane) – tych czynów lepiej jest unikać, choć nie ma takiego obowiązku. Popełnianie zbyt wielu czynów makruh może prowadzić do grzechu.

Czyny będące halal bądź haram są klasyfikowane przez uprawnionego do tego uczonego, nazywanego mudżtahidem. Orzeczenie o tym traktujące nazywa się fatwa.

## Halal jako dieta

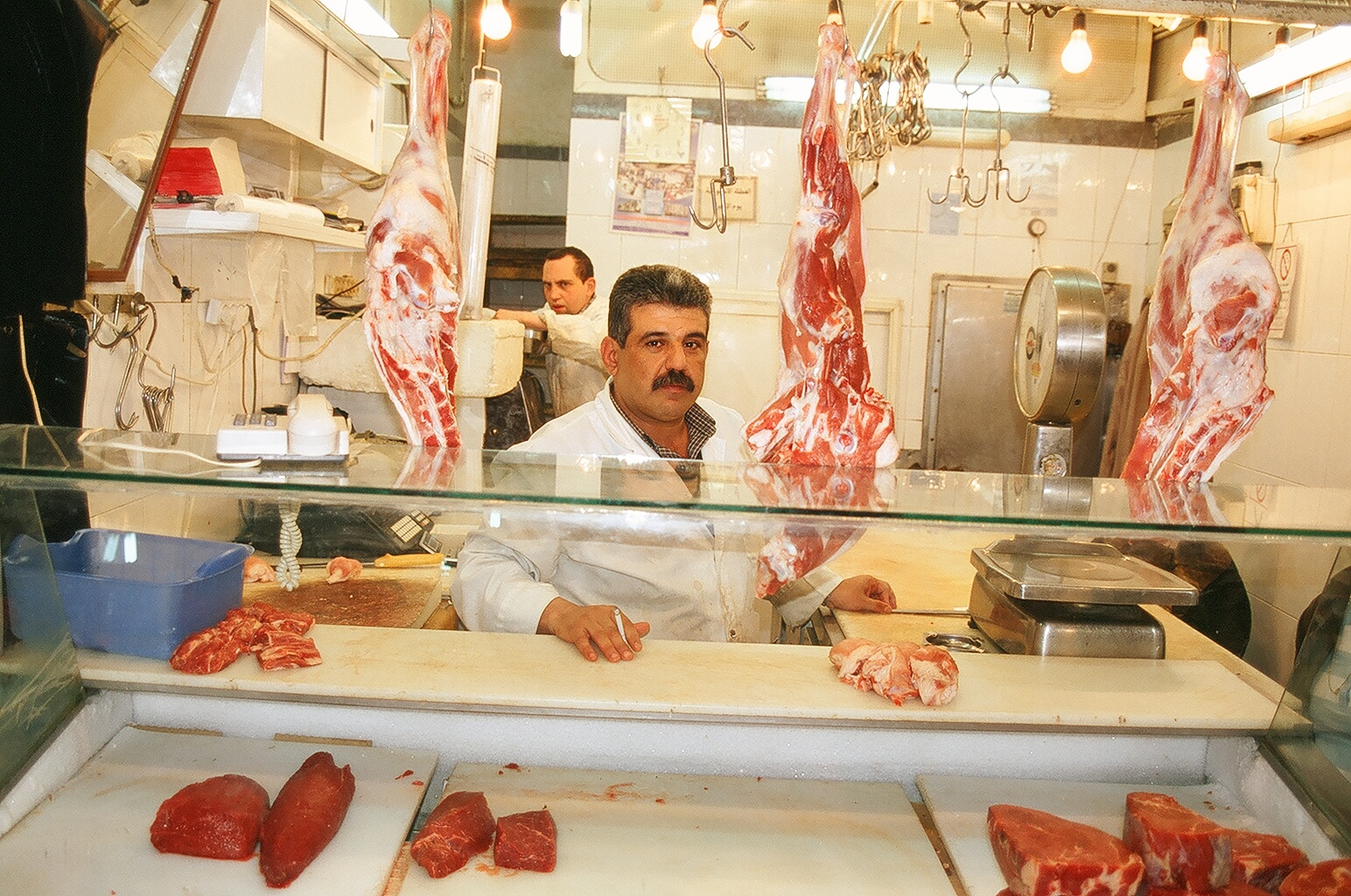
Sklep w Jerozolimie, gdzie sprzedawana jest żywność z zachowaniem zasad halalu

Halal w kulturze zachodniej znany jest jednak jako sposób odżywiania się muzułmanów, podobny do żydowskiej koszerności czy ital dla rasta. Koran kategorycznie zakazuje spożywania krwi, mięsa wieprzowego, padliny oraz wymaga, aby zwierzęta ubijano w sposób rytualny. Zakazane jest spożywanie alkoholu.

### Podobieństwa z innymi dietami
Porównanie z koszernością (szechita) i ital pokazuje, że te diety zdecydowanie wykluczają wieprzowinę oraz przestrzegają rytualnego uboju zwierząt.

### Ubój halal
Oszałamianie nie jest wymagane
     Wymagane ogłuszenie po cięciu
     Wymagane jednoczesne ogłuszenie
     Wymagane jest wstępne oszałamianie
     Ubój rytualny zabroniony
     Brak danych

Wymagania prawne dotyczące uboju rytualnego w Europie:
Oszałamianie nie jest wymagane
Wymagane ogłuszenie po cięciu
Wymagane jednoczesne ogłuszenie
Wymagane jest wstępne oszałamianie
Ubój rytualny zabroniony
Brak danych

W krajach, gdzie występują duże skupiska muzułmanów, lokalne organizacje religijne wydają certyfikaty uboju zwierząt według reguł „halal”. Ubój zgodny z regułami halal musi spełniać m.in. następujące warunki:
- zwierzę powinno być zwrócone w kierunku modlitwy muzułmańskiej (al-kibla), czyli miasta Mekka;
- podczas uboju należy wypowiedzieć formułę „bismillah”;
- uboju musi dokonywać muzułmanin;
- w czasie uboju należy zadać cios w tętnicę szyjną zwierzęcia, aby jak najszybciej doprowadzić do wykrwawienia zwierzęcia (bo krew uchodzi za nieczystą). Czas pomiędzy przecięciem głównych naczyń krwionośnych a utratą przytomności, jak wynika z reakcji behawioralnych i centralnego układu nerwowego, wynosi 20 sekund u owiec, do 2 minut u bydła, do 2,5 lub więcej minut u drobiu, a czasami ponad 15 minut lub więcej u ryb.

Uboju halal (podobnie jak szechity w judaizmie) dokonuje się na zwierzęciu przytomnym (niedopuszczalne jest jego ogłuszenie). Z tego powodu uważa się go, głównie w Europie, za niehumanitarny.

#### Sytuacja prawna w Polsce
24 października 1997 r. weszła w życie ustawa z dnia 21 sierpnia 1997 r. o ochronie zwierząt, w której przedstawiona była zasada, iż zwierzę może zostać poddane ubojowi po uprzednim pozbawieniu świadomości, lecz dopuszczała wyjątek dla uboju w sposób przewidziany przez obrządki religijne. Wchodząca w życie z dniem 28 września 2002 r. nowelizacja ustawy o ochronie zwierząt nakazywała przeprowadzenie uboju tylko po wcześniejszym ogłuszeniu i nie uwzględniania wyjątku dla uboju rytualnego.
27 listopada 2012 Trybunał Konstytucyjny orzekł, że wydane w 2004 r. rozporządzenie ministra rolnictwa, dotyczące warunków uboju rytualnego (w szczególności dopuszczenia uboju rytualnego bez wcześniejszego ogłuszenia) jest niezgodne ze znowelizowaną w 2002 roku ustawą i że Minister Rolnictwa przekroczył swoje kompetencje, wydając rozporządzenie bez należytego upoważnienia ustawowego.
Od 1 stycznia 2013 roku, po uprawomocnieniu się wyroku Trybunału Konstytucyjnego do 12 grudnia 2014, na terenie Polski obowiązywał całkowity zakaz uboju religijnego bez ogłuszenia.
10 grudnia 2014 roku TK uchylił wyrokiem zakaz dokonywania uboju rytualnego. Zakaz ten zdaniem Trybunału naruszał wolność religii i sumienia; votum separatum wyraził sędzia TK Mirosław Granat.